# ۵۰۱ (قمری)
۵۰۱ (قمری)، پانصد و یکمین سال در گاهشماری هجری قمری است. اول محرم این سال برابر با بیست و نهم اوت سال ۱۱۰۷ میلادی است.

## وابسته
- مزیدیان